# Lonchorhina aurita
El murciélago nariz de espada (Lonchorhina aurita), también denominado murciélago orejudo de Tomes, es una especie de sigma murciélago que habita en  Sudamérica y América Central.

## Importancia sanitaria
Esta especie es considerada como vector biológico de la rabia.